# Kendall West
Kendall West ist  ein census-designated place (CDP) im Miami-Dade County im US-Bundesstaat Florida. Das U.S. Census Bureau hat bei der Volkszählung 2020 eine Einwohnerzahl von 36.536 ermittelt. 

## Geographie
Kendall West liegt etwa 20 km westlich von Miami. Der CDP wird von der Florida State Road 94 tangiert.

## Demographische Daten
Laut der Volkszählung 2010 verteilten sich die damaligen 36.154 Einwohner auf 12.054 Haushalte. Die Bevölkerungsdichte lag bei 4108,4 Einw./km². 89,8 % der Bevölkerung bezeichneten sich als Weiße, 3,2 % als Afroamerikaner, 0,2 % als Indianer und 1,2 % als Asian Americans. 3,4 % gaben die Angehörigkeit zu einer anderen Ethnie und 2,2 % zu mehreren Ethnien an. 88,3 % der Bevölkerung bestand aus Hispanics oder Latinos.
Im Jahr 2010 lebten in 45,4 % aller Haushalte Kinder unter 18 Jahren sowie 26,1 % aller Haushalte Personen mit mindestens 65 Jahren. 82,2 % der Haushalte waren Familienhaushalte (bestehend aus verheirateten Paaren mit oder ohne Nachkommen bzw. einem Elternteil mit Nachkomme). Die durchschnittliche Größe eines Haushalts lag bei 3,13 Personen und die durchschnittliche Familiengröße bei 3,37 Personen.
26,2 % der Bevölkerung waren jünger als 20 Jahre, 27,5 % waren 20 bis 39 Jahre alt, 30,6 % waren 40 bis 59 Jahre alt und 15,8 % waren mindestens 60 Jahre alt. Das mittlere Alter betrug 38 Jahre. 46,9 % der Bevölkerung waren männlich und 53,1 % weiblich.
Das durchschnittliche Jahreseinkommen lag bei 45.412 $, dabei lebten 15,2 % der Bevölkerung unter der Armutsgrenze.
Im Jahr 2000 war Englisch die Muttersprache von 13,49 % der Bevölkerung, spanisch sprachen 84,44 % und 2,07 % hatten eine andere Muttersprache.